# 40.º Distrito Congressional da Califórnia
O 40º Distrito Congressional da Califórnia (em inglês:  California's 40th congressional district) é um dos 53 distritos congressionais do estado norte-americano da Califórnia, segundo o censo de 2000 sua população é de 639.088 habitantes, sua área é de 102 km, sgundo o censo 100% de sua população é urbana.